# Словарь греческих и римских биографий и мифологии
«Слова́рь гре́ческих и ри́мских биогра́фий и мифоло́гии» (англ. Dictionary of Greek and Roman Biography and Mythology) — энциклопедический биографический словарь в трёх томах, содержащий статьи о богах, духах, героях и прочих персонажах мифов Древней Греции и Древнего Рима, а также биографии древних учёных, философов, писателей, деятелей искусства и прочих персоналий. Наряду со «Словарём греческих и римских древностей» и «Словарём греческой и римской географии» является одним из серии трёх классических словарей, изданных британским лексикографом Уильямом Смитом в середине XIX века.
Среди авторов статей помимо самого Смита значатся ещё 35 учёных, большинство из которых работали в Оксфорде, Кембридже, Бонне и Рагби. Ценность словаря заключается не только в глубине и детализации отдельных статей, но и в обильных и конкретных цитатах отдельных греческих и римских писателей, а также современных учёных от эпохи Возрождения до середины XIX века.
В настоящее время словарь находится в общественном достоянии и может свободно использоваться любым лицом без выплаты авторского вознаграждения.